# 月の風船
「月の風船」（つきのふうせん）は、高橋洋子の歌。1998年10月に発表された。

## 概要
- 1998年10月 - 11月に、NHKの音楽番組『みんなのうた』で放送[1]。
- 初回放送から6年後の2004年10月 - 11月に初めて再放送された。
- 紙風船が月に変形して、エンゼルキャットと赤ん坊が登場して、星座の世界を巡って、メリーゴーランドがあって、流れ星に乗って、メリーゴーランドの木馬に乗って帰る様子を描いた楽曲。
- 同番組の放送で使用されたアニメーション映像の製作は同番組第12作目の起用かつとなった前田昭が担当した。
- 1981年から番組の多くの楽曲のアニメーションを手掛けてきた前田だが、2022年現在、この楽曲が最後の参加となっている。
- なお、この映像は2011年にNHKエンタープライズより発売されたDVD『NHK みんなのうた 1997〜1999』で視聴することができる。
- 1999年2月に高橋洋子のベストアルバム『BEST PIECE II』にて初収録[2]。
- 同年3月に発売されたアルバム『HARMONIUM』に英語歌詞版が収録された（タイトルは「CRESCENT MOON」）[3]。
- 2012年にはマユミーヌによってカバーされ、その音源は同年10月31日に発売されたアルバム『みんなのうた』で聴くことができる。
- 2017年10月13日と11月10日に『みんなのうたリクエスト』で、13年ぶりとなる再放送。
- 2022年10月 - 11月に5年ぶりの再放送だが、総合テレビのみとなった。

## スタッフ
- 作詞 : 田久保真見
- 作曲 : 高橋洋子
- 編曲 : 栗山和樹

## 収録アルバム
| 収録アルバム                                                     | 発売日        | 規格品番  | 発売元                 | 曲番号 | 備考                                           |
| ---------------------------------------------------------------- | ------------- | --------- | ---------------------- | ------ | ---------------------------------------------- |
| 『BEST PIECES II』                                               | 1999年2月10日 | KTCR-1626 | キティエンタープライズ | #9     |                                                |
| 『HARMONIUM』                                                    | 1999年3月17日 | POCH-1770 | ポリドール             | #12    | 英語版（CRESCENT MOON）として収録。作詞はAmi。 |
| 『NHKみんなのうた 60 アニバーサリー・ベスト 〜ぼくはヒーロー〜』 | 2021年5月19日 | KICG-694  | キングレコード         | #15    |                                                |

## カバー
| アーティスト | 収録アルバム     | 発売日         | 規格品番  | 発売元    | トラック番号 | 備考             |
| ------------ | ---------------- | -------------- | --------- | --------- | ------------ | ---------------- |
| マユミーヌ   | 『みんなのうた』 | 2012年10月31日 | UICZ-4272 | USM JAPAN | #11          | 編曲は伊東光介。 |